# 堪察加擬石蟹
堪察加擬石蟹（Paralithodes camtschaticus），又稱為北海道帝王蟹、阿拉斯加帝王蟹、鱈場蟹、北方帝王蟹，屬於石蟹科的一種，和短足擬石蟹一樣，堪察加擬石蟹不是螃蟹，而是寄居蟹的親戚物種，其外觀只有六隻腳而非八隻，另外兩隻腳已經退化縮在殼裡。因為其肉質非常鮮美，再加上外形和螃蟹極度相似，已成為重要的商業捕撈蟹種。該物種分布於北太平洋冷水海域的日本海、鄂霍次克海至白令海一帶。

## 特性
帝王蟹是非常大型的蟹種，殼寬可達28公分，腳部全部展開可達1.8公尺。
近年來，巴倫支海帝王蟹族群的過度成長引起生態學者對當地生態系統的關注。帝王蟹在1960年代被蘇聯引進當地以提供當地漁民新的漁獲種。目前帝王蟹在當地的分布沿著挪威沿海往斯瓦尔巴群岛的方向擴散。
2014年7月，美国阿拉斯加的港口城市诺姆捕获蓝色帝王蟹，变蓝原因不明。在南极也有部分种群存活。帝王蟹在南极的生存对南极的生态系统将会是一个巨大的打击因为在南极，主要帝王蟹的食物没有对帝王蟹进化出反应机制。
帝王蟹通常棲息在3~5攝氏度的極地深海裡，且目前氾濫成災，幾乎沒有天敵，連堪稱為所有生物的天敵的人類也無法有效控制牠們的數量，因為捕撈帝王蟹難度非常高，價格理所當然也就不便宜，捕撈帝王蟹可說是世界上最危險的職業，雖然高薪，但幾乎很少有人願意冒著生命危險從事這項職業。

## 圖片

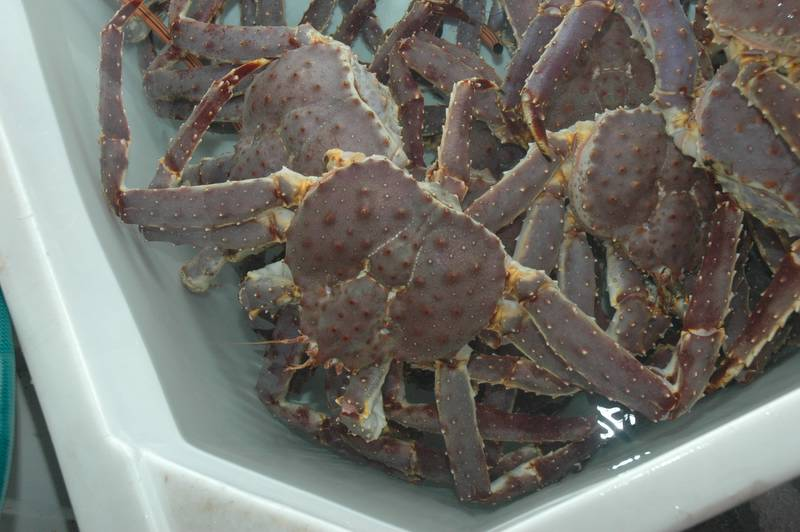
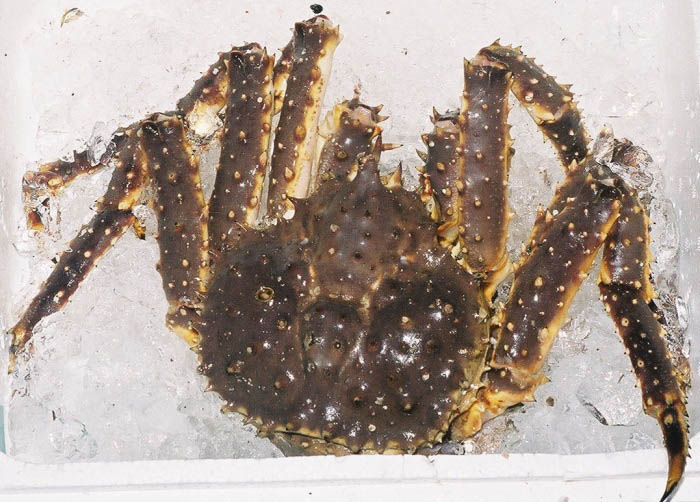
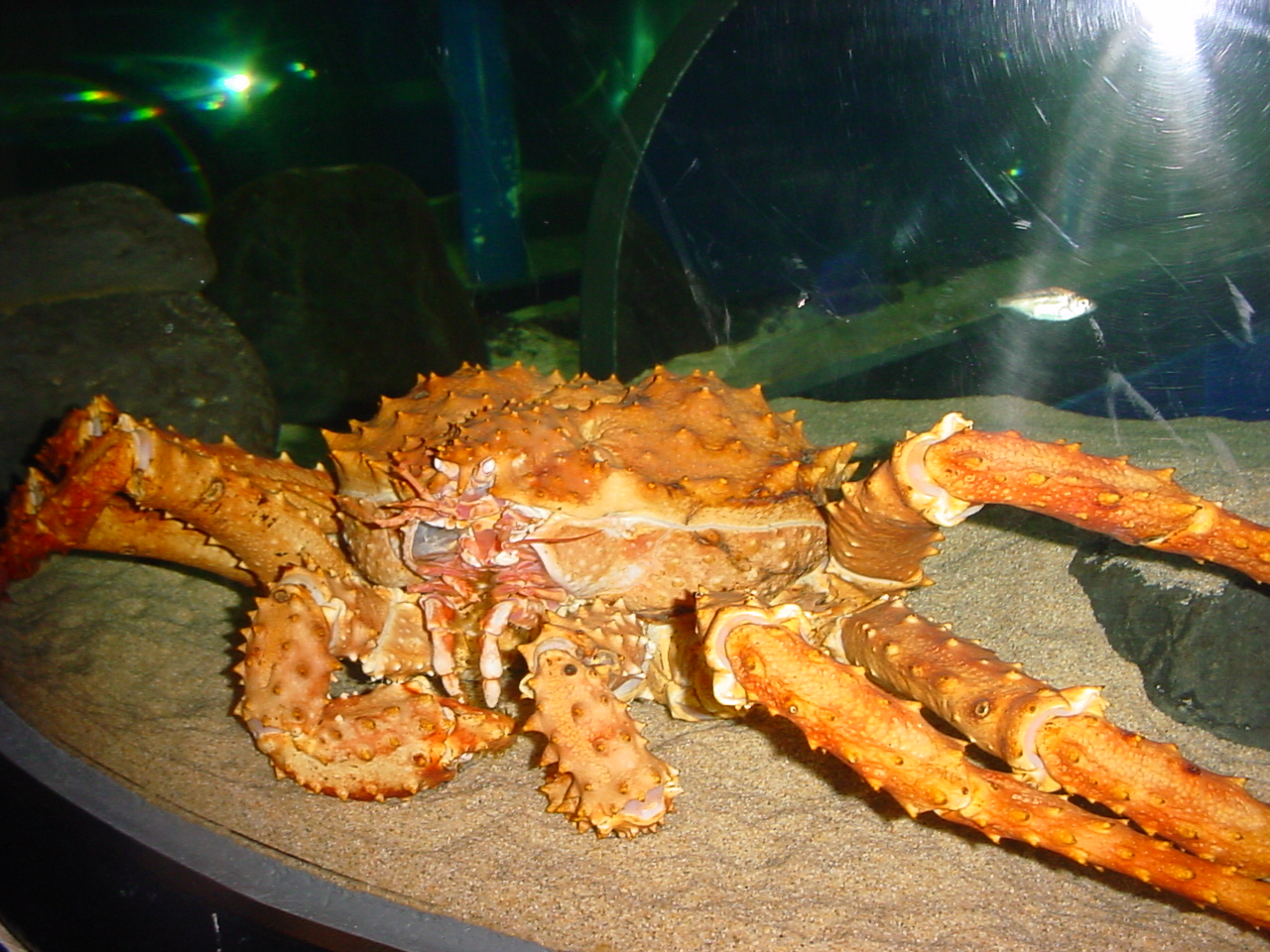
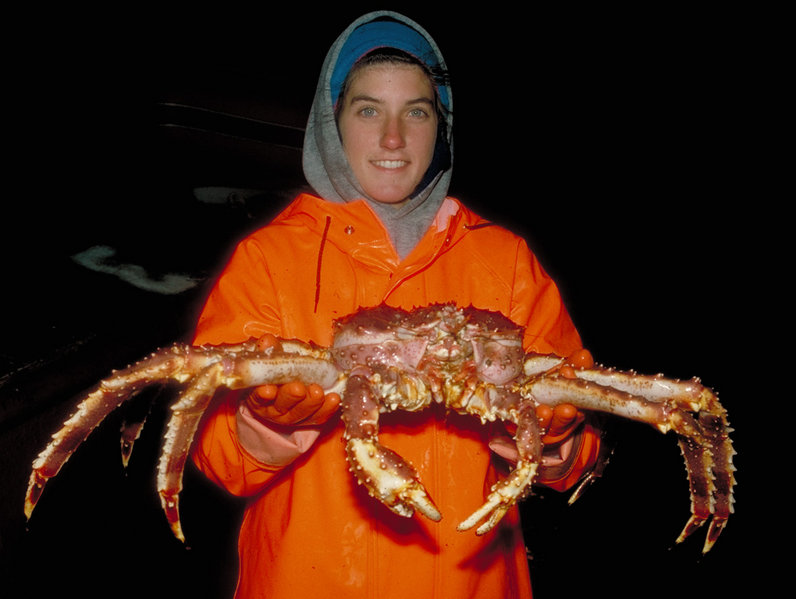

## 外部連結
- Red king crab （页面存档备份，存于） at Chef's Resources
- 青蟹（红蟳）的分类概况（锯缘青蟹+拟穴+榄绿+紫螯青蟹） （页面存档备份，存于）